# Dänische Badmintonmeisterschaft 2022
Die Dänische Badmintonmeisterschaft 2022 fand vom 9. bis zum 12. Februar 2022 in Esbjerg statt. Es war die 92. Austragung der nationalen Titelkämpfe im Badminton in Dänemark.

## Titelträger
| Disziplin    | Gold                                | Silber                              | Bronze                                  |
| ------------ | ----------------------------------- | ----------------------------------- | --------------------------------------- |
| Herreneinzel | Anders Antonsen                     | Hans-Kristian Vittinghus            | Rasmus Messerschmidt                    |
| Herreneinzel | Anders Antonsen                     | Hans-Kristian Vittinghus            | Victor Svendsen                         |
| Dameneinzel  | Line Christophersen                 | Line Kjærsfeldt                     | Frederikke Lund                         |
| Dameneinzel  | Line Christophersen                 | Line Kjærsfeldt                     | Julie Dawall Jakobsen                   |
| Herrendoppel | Anders Skaarup Rasmussen Kim Astrup | Daniel Lundgaard Frederik Søgaard   | Emil Lauritzen Mads Vestergaard         |
| Herrendoppel | Anders Skaarup Rasmussen Kim Astrup | Daniel Lundgaard Frederik Søgaard   | Lasse Mølhede Mathias Thyrri            |
| Damendoppel  | Amalie Magelund Freja Ravn          | Sara Lundgaard Claudia Paredes      | Christine Busch Andreasen Amalie Schulz |
| Damendoppel  | Amalie Magelund Freja Ravn          | Sara Lundgaard Claudia Paredes      | Amalie Cecilie Kudsk Signe Schulz       |
| Mixed        | Mathias Thyrri Amalie Magelund      | Mathias Christiansen Alexandra Bøje | Jesper Toft Clara Graversen             |
| Mixed        | Mathias Thyrri Amalie Magelund      | Mathias Christiansen Alexandra Bøje | Mads Vestergaard Natasja P. Anthonisen  |